# Alfred Hubertus Neuhaus
Alfred Caspar Hubertus Neuhaus (* 16. Dezember 1930 in Heidelberg; † 28. Februar 2016 ebenda) war ein deutscher Zigarrenfabrikant und Politiker (CDU).

## Leben
Neuhaus studierte Soziologie, Rechtswissenschaften und Geschichte. Nach Ausbildungen in den Niederlanden, Brasilien und USA war er von 1957 bis 1960 als kaufmännischer Geschäftsführer in dem mittelständischen Elektrounternehmen Eltra KG Leicht & Trambauer im hessischen Pfungstadt tätig.
1961 übernahm er nach dem Tod seines Vaters Alfred Hugo Neuhaus (1891–1961) die alleinige Leitung des 1886 von seinem Großvater Caspar August Neuhaus gegründeten Familienbetriebes August Neuhaus & Cie. Zigarrenfabriken in Schwetzingen und war als Zigarrenfabrikant tätig. 1976 übernahm er die Geschäftsführung der Intertabaco GmbH, eines Einzelhandelsunternehmens in Tabakwaren. Mit der von seinem Bruder Peter geführten Firmengruppe Engelhardt-Neuhaus gehörte er zu den sechs größten Herstellern in Deutschland und beschäftigte in Witzenhausen (Hessen) und Schwetzingen (Baden-Württemberg) rund 500 Mitarbeiter.
1971 wurde er Vizepräsident der Industrie- und Handelskammer Rhein-Neckar in Mannheim, später Ehrenmitglied der Vollversammlung der IHK Rhein-Neckar. Von 1961 bis zur Wahl in den Deutschen Bundestag war Neuhaus Handelsrichter beim Landgericht Mannheim. Er war Mitglied des Aufsichtsrates bei der Großkraftwerk Mannheim AG, Mitglied des Aufsichtsrates der Bawex eG (Baden-Württembergische Export-Genossenschaft, Mannheim) sowie stellvertretendes Mitglied des Verwaltungsrates und Mitglied des Beirates der Landeskreditbank Baden-Württemberg sowie Mitglied des Beirates der Deutschen Bank AG.
Neuhaus war katholisch und seit 1950 mit Hildegard, geb. Schwarz, verheiratet. Aus der Ehe gingen zwei Kinder hervor.

## Politik
Neuhaus war von 1971 bis 1979 Landesschatzmeister der CDU in Baden-Württemberg, wo er in dieser Funktion in den Fokus einer Parteispendenaffäre geriet. Er war geschäftsführender Vorstand des Wirtschaftsrates der CDU.
Er war von 1976 bis 1983 Mitglied des Deutschen Bundestages. Er wurde jeweils im Wahlkreis Heidelberg-Land – Sinsheim direkt gewählt.
Neuhaus war Mitglied des Ausschusses Arbeit und Sozialordnung, stellvertretendes Mitglied im Petitionsausschuss und stellvertretendes Mitglied im Ausschuss Ernährung, Landwirtschaft und Forsten (8. Wahlperiode) sowie Mitglied des Ausschusses für Forschung und Technologie, stellvertretendes Mitglied im Ausschuss Ernährung, Landwirtschaft und Forsten und stellvertretender Vorsitzender des Ausschusses für das Post- und Fernmeldewesen (9. Wahlperiode).

## Sonstiges
Neuhaus engagierte sich im Deutschen Jagdverband DJV und im Landesjagdverband Baden-Württemberg. Er war Geschäftsführender Vorstand der Vereinigung der Rotwildjäger im Odenwald (1951–1998), Präsidiumsmitglied des DJV (1978–2005) sowie Vizepräsident des DJV (1982–1988; 1991–1995), Vorsitzender des DJV-Schalenwildausschusses (seit 1996) und Vorsitzender der DJV-Expertengruppe „CIC, Internationale Jagdkonferenz“ (2003–2005). Von 1981 bis 2005 war er Landesjägermeister des Landesjagdverbandes Baden-Württemberg; sein Nachfolger wurde Dieter Deuschle.
Am 6. August 1968 schoss der Jagdpächter Neuhaus den Wilderer Johann Achleitner auf der Zimnitz nahe Bad Ischl in Österreich an. Neuhaus ließ den Verletzten liegen und verständigte erst im Tal die Rettung. Achleitner wurde schwer verletzt. Neuhaus wurde in zweiter Instanz freigesprochen.

## Ehrungen
- Bundesverdienstkreuz 1. Klasse des Verdienstordens der Bundesrepublik Deutschland
- Staufermedaille in Gold des Landes Baden-Württemberg

## Schriften
- Die Gesellschaft von Eigentümern, 1969
- mit Ferdinand von Raesfeld: Das Rehwild – Naturgeschichte, Hege und Jagd, Parey 1978 (8. Auflage), ISBN 3490155122
- Wildtier und Umwelt, Parey 1986, ISBN 3490218124